# Modèle de Biba
Pour les articles homonymes, voir Biba.
Le modèle de Biba ou modèle d'intégrité de Biba, développé par Kenneth J. Biba en 1977 est un automate formalisé qui représente une politique de sécurité informatique. L'automate décrit des règles de contrôle d'accès afin de garantir l'intégrité des données. Le modèle est conçu de manière que les intervenants ne soient pas en mesure de corrompre des données placées dans un niveau qui leur est supérieur, ou être corrompus par des données d'un niveau inférieur à celui de l'intervenant. 
Ce modèle fut inventé pour résoudre les faiblesses du modèle de Bell-LaPadula qui ne s'occupe que de la confidentialité et ne prend pas en compte l'intégrité des données.

## Concepts
En général, garantir l'intégrité des données vise à : 
- empêcher des modifications par des tiers non autorisés
- empêcher des modifications sur des données non autorisées par des tiers autorisés
- maintenir la cohérence interne (la fiabilité des données) et cohérence externe (ie. les données sont en adéquation avec la réalité et les besoins)

Le modèle de Biba vise à assurer l'intégrité (plutôt que la confidentialité) au travers d'une règle simple : « pas d'écriture dans un niveau supérieur, pas de lecture d'un niveau inférieur ». Il s'agit d'une autre approche que le modèle de Bell-LaPadula qui se caractérise par « pas d'écriture dans un niveau inférieur, pas de lecture d'un niveau supérieur ». 
Les intervenants dans le modèle de Biba peuvent uniquement créer/modifier du contenu dans leur propre niveau ou dans un niveau inférieur (par exemple, un cadre peut écrire une liste de directives pour ses employés, mais pas pour son directeur situé à un niveau d'intégrité supérieur). De même, les utilisateurs ne peuvent que voir le contenu qui se trouve à leur niveau d'intégrité ou au-dessus (le cadre peut lire les directives du directeur, mais pas celles en provenance des employés). En effet, si la règle n'était pas respectée, cela signifierait que le directeur pourrait lire une fausse directive émanant d'un employé et qui mettrait en péril l'intégrité de données sensibles (par exemple, « multiplier tous les salaires par deux »).
Tout comme le modèle de Bell-LaPadula, le modèle de Biba définit une propriété de sécurité simple et une propriété * (étoile), mais leur signification est opposée entre les deux modèles. Dans le cas de Biba, ces propriétés sont : 
- propriété de sécurité simple : un intervenant à un niveau donné d'intégrité ne peut pas lire un objet situé à un niveau d'intégrité inférieur
- propriété * (étoile) : un intervenant à un niveau donné d'intégrité ne peut pas écrire un objet à un niveau d'intégrité supérieur.